# Astracantha insidiosa
Astracantha insidiosa är en ärtväxtart som först beskrevs av Antonina Georgievna Borissova, och fick sitt nu gällande namn av Dieter Podlech. Astracantha insidiosa ingår i släktet Astracantha och familjen ärtväxter. Inga underarter finns listade i Catalogue of Life.